# Bolotana
Bolotana é uma comuna italiana da região da Sardenha, província de Nuoro, com cerca de 3.279 habitantes. Estende-se por uma área de 108 km², tendo uma densidade populacional de 30 hab/km². Faz fronteira com Bonorva (SS), Bortigali, Illorai (SS), Lei, Macomer, Noragugume, Orani, Ottana, Silanus.

## Demografia
| Variação demográfica do município entre 1861 e 2011                               |
|                                                                                   |
| Fonte: Istituto Nazionale di Statistica (ISTAT) - Elaboração gráfica da Wikipedia |